# Eidså
Eidså est un village de Syvde dans la municipalité de Vanylven, dans le comté de Møre og Romsdal, en Norvège. Eidså est aussi connu sous les graphies Eidsa, Eidså et Ejdsaa.
115 personnes vivaient dans le village en 1946, réparties en 20 foyers. Le village est situé sur la côte ouest du Syvdsfjorden et comprend les fermes cadastrales de Takset, Kolgrov, Øyra, Sandnes, Lid et Koparnes.
Dans les années 1900, le village avait à la fois un bureau postal et une station téléphonique nationale, ainsi que des liaisons régulières par bateau. Pendant plusieurs décennies, il y avait une école agricole et une école ménagère. En 2016, il y avait seulement une école primaire.
La route de comté 61, qui est la route principale du nord de Sunnmøre à Nordfjord, traverse le village. La route de comté 652 va de Lauvstad à Volda.
Eidså possède un climat tempéré océanique, sans saison sèche et avec été tempéré. La température moyenne annuelle à Eidså est de 7,6° C et les précipitations moyennes sont de 757,3 mm. La meilleure période pour visiter Eidså est juin, juillet ou août. Au contraire, il est déconseillé de visiter Eidså d’octobre à avril en raison des conditions climatiques (ensoleillement et température). Le mois le plus froid à Eidså est janvier, avec une température basse moyenne de -3,4° C. Le mois le plus chaud est juillet, avec une température moyenne de 15,3°. Tout au long de l’année, à Eidså, il y a 199,5 jours de pluie et 70,3 jours de neige. Les mois avec des chutes de neige vont d’octobre à mai, avec un cumul de 1824 mm de neige. Le mois avec le plus de chutes de neige est février. La neige y tombe pendant 14,3 jours et a une hauteur cumulée de 410 mm. C’est seulement entre juin et septembre qu’il n’y a pas de chutes de neige.